# Četrta operativna cona
Četrta operativna cona (tudi IV. operativna cona ali Štajerska operativna cona) je bila ustanovljena z ukazom Glavnega štaba NOV in PO Slovenije dne 26. decembra 1942.

## Ustanovitev in delovanje cone
IV. operativno cono so ustanovili hkrati s preureditvijo slovenske NOV z ukazom Glavnega poveljstva NOV in PO Slovenije dne 26.12.1942. Štajersko cono so sestavljale naslednje enote: Kamniški partizanski bataljon, Moravški partizanski bataljon, Kozjanski partizanski bataljon, Savinjski partizanski bataljon in Pohorski bataljon. Preureditev II. grupe odredov v IV. operativno cono so izvedli 14. januarja 1943. Ob ustanovitvi so enote cone delovale na kamniško-moravškem in zasavskem območju Gorenjske, na Štajerskem in na vzhodnem Koroškem. Ko so 6. avgusta 1943 ustanovili Šlandrovo brigado in je ta odšla z glavnino borcev IV. operativne cone na Dolenjsko, so to cono ukinili, a že 19. septembra 1943 obnovili. Glavni štab je tedaj štabu cone ukazal, da mora takoj začeti vojaške akcije tudi v Prekmurju, ki je tudi spadalo v njeno delovanje. Dne 8. januarja 1944 je bila ustanovljena Zidanškova brigada. V začetku februarja 1944 se je na območje  IV. operativne cone prebila 14. divizija, ki so jo 28. februarja podredili štabu cone. Ko so 24. aprila 1944 ustanovili Koroško grupo odredov je bila štabu te cone podrejena tudi zahodna Koroška. Dne 7. oktobra 1944 so coni podredili še Kokrški odred in s tem se je območje cone na Gorenjskem še razširilo.
Največjo operativno moč je IV. operativna cona imela poleti in zgodaj jeseni 1944. Pred koncem septembra 1944 so bile štabu cone podrejene naslednje enote: 14. divizija s Tomšičevo, Šercerjevo in Bračičevo brigado, ter Šlandrova in Zidanškova brigada, ki ju je od 23. julija 1944 povezoval njun operativni štab, ter 5 odredov: Kamniško-zasavski, Kozjanski, Lackov oziroma Pohorski, Vzhodnokoroški in Zapadnokoroški odred, v coni pa je delovala tudi 3. brigada VDV. Načrt v preoblikovanje cone v korpus ni bil uresničen, dejansko pa je imel štab cone od pomladi 1944 vlogo štaba korpusa. od konca marca do sredine septembra 1944 so enote cone zavzele ozemlja v Moravški dolini, Zgornji Savinjski dolini na Kozjanskem in Pohorju.
V času osvobojenih ozemelj so v coni ustanovili zaledne vojaške enote in oblasti s komandami področij in mest. Ko je jeseni 1944 postala IV. operativna cona za nemško vojsko frontno zaledje, se je močno okrepil nemški pritisk na njene enote. Z več ofenzivnimi akcijami so nemške enote proti koncu leta 1944 razbile in ponovno zasedal osvobojena ozemlja. Od decembra do koneca marca 1945 je bilo za enote cone obdobje hudih naporov in bojev. Dne 12. februarja 1945 je VŠ NOV in POJ ukazal, da se mora štab cone s svojimi brigadami prebiti na območje 7. korpusa, vendar pa je bil 5. aprila ta ukaz preklican. Enote IV. operativne cone so imele potem kot najbolj severni del NOVJ zelo pomebno vlogo v sklepnih operacijah na Štajerskem in Koroškem. Zadnji boji druge svetovne vojne v Evropi so se bili na območju te cone. Poveljnik Armadna skupina E in vrhovni poveljnik za jugovzhodno Evropo nemški general Alexander Löhr je 9. maja 1945 v štabu cone v Topolšici podpisal dokument o vdaji svojih enot. S podpisom tega dokumenta je bila 2. svetovna vojna v Evropi formalno končana, dejansko pa 15. maja 1945, ko so enote 14. divizije in 3. armade v bojih pri Poljani razorožile še zadnje enote bežeče Löhreve armade.

## Komandanti cone
- Franc Rozman-Stane
- Franc Poglajen
- Milo Kilibarda
- Jože Borštnar
- Peter Stante

## Politični komisarji cone
- Dušan Kveder-Tomaž
- Boris Čižmek
- Mitja Ribičič
- Jože Borštnar
- Danilo Benčič
- Matevž Hace